# Stereomerus lineatus
Stereomerus lineatus är en skalbaggsart som först beskrevs av Stephan von Breuning 1940. Stereomerus lineatus ingår i släktet Stereomerus och familjen långhorningar.
Artens utbredningsområde är Panama. Inga underarter finns listade i Catalogue of Life.